# Retrovírus endógeno

Dendrograma de várias classes de retrovírus endógenos

Retrovírus endógenos (em inglês: Endogenous retroviruses, ERVs) são elementos virais endógenos no genoma que se assemelham e podem ser derivados de retrovírus. Eles são abundantes nos genomas de vertebrados com mandíbulas e compreendem até 5–8% do genoma humano (estimativas mais baixas de ~ 1%). Os ERVs são uma sequência proviral herdada verticalmente e uma subclasse de uma categoria de gene chamado transposon, que normalmente pode ser empacotado e movido no genoma para servir a um papel vital na expressão gênica e na regulação. Os ERVs, entretanto, não possuem a maior parte da função de transposon, normalmente não são infecciosos e costumam ser remanescentes genômicos defeituosos do ciclo de replicação retroviral. Eles são distinguidos como retroelementos de provírus da linha germinativa devido à sua integração e transcrição reversa no genoma nuclear da célula hospedeira. Os pesquisadores sugeriram que os retrovírus evoluíram de uma categoria de transposon denominado retrotransposon, um elemento de Classe I; esses genes podem sofrer mutação e, em vez de se moverem para outro local no genoma, podem se tornar exógenos ou patogênicos. Isso significa que nem todos os ERVs podem ter se originado como uma inserção de um retrovírus, mas alguns podem ter sido a fonte da informação genética nos retrovírus com os quais se assemelham. Quando a integração do DNA viral ocorre na linha germinativa, pode dar origem a um ERV, que mais tarde pode se fixar no pool gênico da população hospedeira.